# 2014年中华人民共和国腐败案件
2014年中华人民共和国腐败案件，是指2014年间发生、揭发、审理或审判的中华人民共和国（不包括香港特别行政区、澳门特别行政区）境内的贪污、腐败案件。
本条目所列案件，均以中共中央纪委、监察部官网“纪律审查”一栏所列案件为准,并不完全囊括中国大陆各地腐败案件。有关部分党政高层、各级官员的涉腐传闻在得到官方证实前不列入本条目。部分职级较高的、身份敏感的官员（副省级以上）落马案件（以及大案、要案）会以黑体字特别标示。

## 1月
- 1月8日，安徽省六安市六安開發區工委書記、管委會主任周耀因嚴重違紀問題而遭到了中共安徽省紀委的立案調查[1]。

- 1月28日，杭州市人民政府辦公廳副主任張垂華涉嫌嚴重違紀被調查[2]。

- 1月29日，原南京市市長季建業涉嚴重違紀被開除黨籍[3]。

- 1月30日，中共武威市委原副秘書長、辦公室主任夏文彬因嚴重違紀違法被雙開[4]。

## 2月
- 2月9日，廣東電網公司原總經理吳周春因涉嫌嚴重違紀問題，正在接受組織調查[5]。

- 2月10日，湖北省紀委監察廳網站消息，鄂州市政協黨組書記、主席劉沐珍因涉嫌嚴重違紀，正接受組織調查[6]。

- 2月11日，原花都區政協主席、黨組書記，王雁威，因涉嫌嚴重經濟違紀，已被立案調查[7]。

- 2月11日，白雲區人民政府副區長龔輝，利用職務便利，為他人謀取利益，收受他人賄賂，已被立案偵查並移送司法機關處理[8]。

- 2月14日，廣東省紀委有關負責人證實，省科技廳副廳長王可煒涉嫌嚴重違紀問題，正在接受組織調查[9]。

- 2月17日，湖北省紀委監察廳公佈，荊州市委常委、宣傳部長幸敬華，因為涉嫌嚴重違紀，正接受組織調查[10]。

- 2月18日，海南省原副省长冀文林被查与石油政法系统反腐案相关，1996年12月曾任地质矿产部办公厅部长办公室副主任，2005年9月曾任公安部办公厅副主任、中央维护稳定工作领导小组办公室副主任、正局级秘书。[11]亦为2013年落马的郭永祥、李崇禧下属。

- 2月18日，貴州省安順市鎮寧自治縣委副書記、縣長楊波涉嫌嚴重違紀，目前正接受組織調查[12]。

- 2月19日，前陕西政协副主席祝作利，涉嫌严重违纪违法被调查[13]。

- 2月19日，吉林省長春市委宣傳部發布消息稱，長春市人民檢察院反貪局局長李曉明等人赴海南辦案，期間涉嫌違紀住高檔酒店、乘坐頭等艙，現已被調查[14]。

- 2月20日，廣元市人民政府原副市長吳連奇因涉嚴重違紀，被四川省政府批准，決定給予其開除黨籍、開除公職處分[15]。

- 2月20日，四川閬中市委原常委兼閬中市工業園區黨委書記陶偉涉嫌嚴重違紀被立案調查[16]。

- 2月20日，廣西省玉林市農委副主任李石良涉嫌嚴重違紀違法，目前正接受組織調查[17]。

- 2月21日，淮安市檔案局副局長朱兆昆涉嫌嚴重違紀，正接受組織調查。

- 2月23日，公安部副部長李東生因涉嚴重違紀，被國務院宣布免去職務。

- 2月23日，四川公安廳治安總隊原副總隊長李榮飈涉嫌受賄被調查。

- 2月24日，山西省紀委發布,山西省政協常委、省地質勘查局原局長安俊生、山西省政府機關事務管理局局長任雲峰和山西省朔州市神頭泉水置換水廠工程建設協調領導組副組長、朔州市水利局原局長胡彪目前正分別接受組織調查。

- 2月24日，河南省物資集團正廳級幹部張翔涉嫌嚴重違紀，目前正接受組織調查。

- 2月24日，河南建築職業技術學院黨委書記李烈陽涉嫌嚴重違紀，目前正接受組織調查。

- 2月24日，成都中醫藥大學原黨委副書記、校長範昕建利用職務上的便利，違規收受巨額財物，構成嚴重違紀且涉嫌犯罪，決定給予開除黨籍、開除公職處分。

- 2月24日，有关部门对违规减刑出狱后逃往境外的广东健力宝集团原董事长张海正式启动追捕和引渡程序。

- 2月25日，淮安市檔案局副局長朱兆昆涉嫌嚴重違紀，目前正接受組織調查。

- 2月25日，江蘇省鎮江市政府黨組成員、副市長李衛平涉嫌嚴重違紀違法，目前正接受組織調查。

- 2月25日，遼寧省瀋陽市檢察院檢察長張東陽涉嫌嚴重違紀，被遼寧省紀委立案調查。

- 2月26日，安徽省六安市紀委對市政府副秘書長、開發區管委會副主任、工委副書記魏力生嚴重違紀問題立案調查。

- 2月27日，中共中央紀委監察部網站發佈消息，山西省人大常委會副主任金道銘涉嫌嚴重違紀違法，目前正接受組織調查。

- 2月28日，信阳市中级人民法院对广东省委原常委、统战部原部长周镇宏作出一审判决，认定周镇宏受贿2464万余元，此外周镇宏还对折合人民币3700万余元的财产不能说明合法来源，据此判处周镇宏死刑，缓期两年执行。周镇宏成为对被判死缓的职务犯罪者限制减刑的规定出台后第一个被判死缓的受贿犯。

## 3月
- 3月3日，山西省朔州市經濟開發區管委會主任高世寶涉嫌嚴重違紀，目前正接受組織調查。
- 3月7日，山西省監察廳副廳長謝克敏涉嫌嚴重違紀，目前正接受組織調查。
- 3月8日，中共中央紀委對湖北省政協原副主席陳柏槐嚴重違紀違法問題進行了立案檢查和開除黨籍與公職。
- 3月9日，中共中央紀委監察部網站發布消息，雲南省副省長、原普洱市委書記沈培平涉嫌嚴重違紀違法，目前正接受組織調查。
- 3月21日，南昌市公路管理局總工程師文順保、公路橋梁工程處處長杜海峰涉嫌嚴重違紀，目前正接受組織調查。
- 3月24日，四川遂寧市委副書記、市長何華章（圓圖）涉嫌嚴重違紀違法，目前正在接受組織調查，
- 3月24日，中國出版集團副總裁王俊國、中版教材有限公司總經理羅爭玉、世界圖書出版北京有限公司總經理張躍明涉嫌違紀問題被立案調查。
- 3月24日，广西梧州市人大常委会副主任孔祥鹏涉嫌严重违纪违法，目前正接受组织调查。
- 3月25日，經廣東省委批准，廣東省紀委對惠州市政協副主席鄧炳球的嚴重違紀問題立案檢查。經廣東省紀委常委會議審議並報廣東省委批准，給予鄧炳球開除黨籍、開除公職處分。
- 3月28日, 据中央组织部有关负责人证实，江西省副省长姚木根涉嫌严重违纪，中央已决定免去其领导职务，现正在按程序办理
- 3月28日, 經中共湖北省委組織部証實，羅長剛因涉嫌嚴重違紀，省委已決定免去其武漢市人大常委會副主任職務，現正按有關法律規定辦理。
- 3月30日, 廣東省紀委證實，廣東省公安廳治安局政委鄒文強，涉嫌嚴重違紀問題，正接受組織調查。

## 4月
- 4月3日，四川省廣元市委常委、常務副市長蘇利明涉嫌嚴重違紀違法，目前正在接受組織調查。
- 4月6日，河南省新鄉市委常委、副市長賈全明和河南省三門峽市政協副主席李平宣因涉嫌嚴重違紀違法，目前正在接受組織調查。
- 4月8日，中共廣西壯族自治區紀委對廣西壯族自治區民政廳原副巡視員冼定同嚴重違紀違法問題進行了立案檢查
- 4月8日，廣西省紀委監察廳官方網站消息，近期，玉林市紀委對市農委副主任李石良嚴重違紀違法問題進行了立案檢查。
- 4月9日，四川省廣安市人口和計劃生育委員會黨組成員、副主任袁東平涉嫌嚴重違紀違法，目前正在接受組織調查。
- 4月9日，江蘇省紀委“清風揚帆網”發布消息，射陽縣政府房屋徵收辦公室主任夏正光，因涉嫌嚴重違紀，目前正接受組織調查。
- 4月9日，中共中央紀律檢查委員會宣佈，四川省文學藝術界聯合會原主席郭永祥因嚴重違紀違法和涉嫌犯罪，被開除黨籍和公職處分。
- 4月10日，據江西省紀委監察廳消息，江西省吉安市政協副主席林翹銀涉嫌嚴重違紀違法，目前正接受組織調查。
- 4月10日，湛江市紀檢監察網消息，湛江市中級人民法院黨組成員、審判委員會委員、正處級審判員、原副院長唐文表涉嫌嚴重違紀，目前正接受組織調查。
- 4月10日，中國人民政治協商會議第十一屆河南省委員會常務委員張翔，因涉嫌嚴重違紀，經省紀委常委會研究並報省委同意，省紀委決定對其立案調查。
- 4月11日，安徽省滁州市市委書記江山接受組織調查。
- 4月11日，江西省第十二届人大常委会第十次会议在南昌举行。经会议表决通过，决定免去姚木根的江西省人民政府副省长职务。
- 4月11日，據中央紀委監察部網站消息，經吉林省委批准，吉林省紀委正在對通化市委副書記、市長田玉林涉嫌嚴重違紀問題進行調查。
- 4月12日，中央紀委監察部證實，成都市委常委、組織部部長趙苗涉嫌嚴重違紀，正接受調查。
- 4月12日，原深圳市農林漁業局局長賴志平和深圳市公立醫院管理中心副主任曾忠銘因嚴重違紀被開除黨籍。
- 4月13日，中国科学技术协会黨組書記、常務副主席申維辰涉嫌嚴重違紀違法，目前正接受組織調查。
- 4月17日，华润集团董事长、党委书记宋林涉嫌严重违纪违法 目前正接受组织调查。
- 4月21日，安徽军工集团原党委书记，董事长黄小虎因巨额贪腐受贿，严重违纪违法，已移送司法机关处理[18]。
- 4月22日，中共中央紀委監察部網站證實，湖北省前副省長郭有明涉嫌利用職務為他人謀取利益，通過特定關係人收受巨額賄賂，以及道德敗壞等嚴重違紀違法行為。當局已經開除郭的黨籍，收繳其違紀所得，並移送司法機關依法處理。
- 4月28日，青海省委常委、西宁市委书记毛小兵涉嫌严重违纪，中央已决定免去其领导职务。

## 5月
- 5月8日，广东揭阳监狱为2011年被判无期徒刑的原广东省委统战部副部长兼省工商联党组书记黄少雄提请减刑为有期徒刑18年，被广东省高院驳回[19]。
- 5月9日，中纪委第四纪检监察室主任魏健涉嫌严重违纪违法，接受组织调查[20][21]。
- 5月上旬，四川省纪委已将雅安市委原常委、常务副市长蒲忠移送司法机关处理[22]。
- 5月14日，中国国家能源局煤炭司原副司长魏鹏远被有关部门带走调查。[23]
- 5月19日，中纪委副局级纪律检查员、监察专员曹立新因涉嫌严重违纪违法，正接受组织调查[24]。
- 5月26日，广西壮族自治区人民政府驻广州办事处主任、曾担任过贺州市纪委书记的徐励明涉嫌严重违纪违法，接受组织调查[25]。

## 6月
- 2日:吉林省司法廳副廳長趙洪興涉嫌嚴重違紀，正在接受組織調查。
- 3日:中共中紀委官網發布消息稱：趙智勇因涉嫌違紀，近日被中共中央已免去其江西省委常委、委員職務。
- 3日:慈溪市紀委有關負責人證實，慈溪市環境保護局原黨組書記、局長龔建能涉嫌嚴重違紀，正在接受組織調查。
- 3日:湖北省國資委原黨委委員、副主任魯力軍嚴重違紀違法問題進行了立案調查
- 4日:四川省人大常委會研究室主任、城鄉建設環境資源保護委員會副主任委員曾平涉嫌嚴重違紀違法，目前正接受組織調查。
- 5日:中國中央紀委監察部稱，中共中央紀委對中國出口信用保險公司前副總經理戴春寧嚴重違紀違法問題進行了立案檢查。
- 5日:湘潭市紀委對湘潭市水務局黨委書記、局長余國偉涉嫌嚴重違紀問題立案調查
- 9日:廣東電網原經理吳周春和廣東國家稅務局原局長李永恒因嚴重違紀被開除黨籍，案件移送司法機關處理。
- 9日:中紀委公布，中國遠洋運輸（集團）總公司原黨組成員、副總經理徐敏傑因嚴重違紀被開除黨籍，案件移送司法機關處理。
- 9日:中央紀委監察部網站消息，貴州省貴陽市副市長吳軍涉嫌嚴重違紀，目前正接受組織調查。
- 9日:广西钦州市副市长陆钦华涉嫌严重违纪违法，接受组织调查。
- 11日:廣東省佛山市紀委網站發佈消息稱，順德區人大常委會副主任、黨組副書記袁偉倫涉嫌嚴重違紀，目前正接受組織調查。
- 13日:福建省福州市原副市長時小雨因嚴重違紀違法被立案調查。福建省紀委日前已將其涉嫌犯罪問題移送司法機關依法處理
- 13日:廈門市經濟發展局原局長、黨組書記柯志敏(副廳級)與廈門市同安區西柯鎮原黨委書記曾鳴(正處級)因嚴重違紀違法被立案調查。廈門市紀委日前已將兩人涉嫌犯罪問題移送司法機關依法處理
- 13日:中共廣東省紀委通報，廣東省科技廳黨組副書記、巡視員張明因嚴重違紀被開除黨籍和公職。
- 13日:中共廣東省紀委通報，南方醫科大學副校長陳志中因嚴重違紀被開除黨籍和公職。
- 14日:據中央紀委監察部網站消息，中國人民政治協商會議第十二屆全國委員會副主席蘇榮涉嫌嚴重違紀違法，目前正接受組織調查。
- 15日:貴州省黔西南州興義市人民政府黨組成員、興義國家地質公園管理處處長、興義市國土資源局黨組書記、局長刁光萬(副縣級)涉嫌嚴重違紀，目前正接受組織調查。
- 15日:福建省地稅局副局長施維雄因嚴重違紀違法被立案調查，福建省紀委日前已將其涉嫌犯罪問題移送司法機關依法處理。
- 15日:山西省交通廳原廳長段建國，因為嚴重違紀違法被立案調查，開除黨籍及公職。
- 16日:福建省連江縣政協副主席易立群涉嫌嚴重違紀違法，目前正接受組織調查。
- 20日:江蘇省鹽城市建湖縣教育局副局長肖秉林涉嚴重違紀被查
- 20日:江西萍鄉市原政協主席賀維林和江西省扶貧和移民辦黨組成員、副主任鐘炳明涉嫌嚴重違紀違法，目前正接受組織調查。
- 22日:江西省萍鄉市原政協主席賀維林涉嫌嚴重違紀違法接受調查
- 23日:中國國家發改委原副主任、國家能源局原局長劉鐵男涉嫌受賄犯罪一案經最高人民檢察院偵查終結後，已於周一（23日）正式已由河北省廊坊市人民檢察院向廊坊市中級人民法院提起公訴。
- 23日:山西省委常委、副省長杜善學和山西政協副主席令政策，涉嚴重違紀，已被免職
- 23日:四川省雙流縣委書記高志堅涉嫌嚴重違紀違法，目前正接受組織調查。
- 23日:原鄂爾多斯副巡視員(市政府原副市長、市公安局原局長)王會師涉嫌嚴重違紀違法被查
- 24日:江西水利廳副廳長文林涉嫌嚴重違紀違法被免職
- 25日:全國政協十二屆常委會第六次會議經過表決，通過了關于免去蘇榮第十二屆全國政協副主席職務、撤銷其全國政協委員資格的決定。
- 25日:山西省朔州市經濟開發區管委會原主任高世寶和山西省政協原常委、省地質勘查局原局長安俊生，涉嫌犯罪問題及違法所得，移送司法機關處理。
- 25日:湖南婁底市發改委能源局長彭雄高涉嚴重違紀被查
- 25日:福建省紀委對省農業廳副廳長郭躍進涉嫌嚴重違紀違法問題進行立案調查；
- 27日:中共中央候補委員、廣東省委常委兼廣州市委書記萬慶良「涉嫌嚴重違紀違法」正接受中紀委調查
- 27日:中共中央紀委對國家信訪局原黨組成員、副局長許傑嚴重違紀違法問題進行了立案檢查。
- 27日:中共湖北省紀委對荊州市政協副主席余紅星「涉嫌嚴重違紀違法」正接受中紀委調查
- 27日:中共湖北省紀委對鄂州市人大常委會黨組書記、主任塗維發涉嫌嚴重違紀問題進行立案調查，目前正接受組織調查。
- 28日:中共四川省紀委通報，雅安市委原書記徐孟加嚴重違紀違法被開除黨籍和公職。
- 29日:记者从最高检监所检察厅获悉，因贪污罪而于2000年被判处死缓的原四川省交通厅厅长刘中山在办理保外就医的续保手续时，因不符合条件而被依法收监服刑。
- 30日:中共中央總書記習近平6月30日主持召開中央政治局會議，決定給予前中央军委副主席徐才厚開除黨籍處分，對其涉嫌受賄犯罪問題及問題線索移送最高人民檢察院授權軍事檢察機關依法處理。
- 30日:中共中央總書記習近平6月30日主持召開中央政治局會議，決定開除蔣潔敏、李東生、王永春黨籍。

## 7月
- 3日，被判处无期徒刑但长达两年未收监的湖南工业大学原校长（正厅级）张晓琪被送长沙监狱服刑[26]。
- 4日，央视财经频道总监郭振玺被吉林检方立案侦查并采取强制措施[27]。
- 8日，中央紀委監察部官方網站發布消息稱，“海南省委常委、副省長譚力涉嫌嚴重違紀違法，目前正接受組織調查[28]。
- 16日，中共青海省委原常委毛小兵利用职务上的便利为他人谋取利益，索取、收受巨额贿赂；与他人通奸被开除党籍和公职[29]。
- 17日，北京市第一中级人民法院对内蒙古自治区党委原常委、统战部原部长王素毅受贿案一审公开宣判，判处王素毅无期徒刑[30]。
- 22日，广西壮族自治区人民检察院依法对广西区国土资源厅原纪检组组长罗卫国涉嫌受贿犯罪立案侦查，并采取强制措施[31]。
- 29日，前中共中央政治局常委、中央政法委书记周永康被立案审查[32]。
- 30日，央视纪录频道总监、《舌尖上的中国》总制片人刘文在例行审计中被查出有经济问题，被带走接受调查[33]。

## 8月
- 18日，曾因受贿罪被判处死刑缓期执行，但已减刑至有期徒刑15年6个月并已保外就医长达8年的原山东省泰安市市委书记胡建学被山东新康监狱重新收押[34]。
- 19日，鄂尔多斯市人大常委会原副主任额尔敦仓受贿案在呼和浩特铁路运输中级法院一审宣判，额尔敦仓被判处无期徒刑[35]。
- 20日，昆明铁路局原局长闻清良因受贿2000余万元一审获判死缓[36]，其情妇、原太原理工大学校长办公室副主任钟华获刑15年并被没收个人全部财产。
- 22日，安徽临泉县人力资源与社会保障局原工会主席王飞因参与贩卖海洛因56块被判无期徒刑[37]。
- 23日，山西省委常委、秘书长聂春玉和山西省委常委、太原市委书记陈川平涉嫌严重违纪违法，接受组织调查[38]。同日，太原市委常委、政法委书记兼市公安局党委书记柳遂记也同日落马[39]。
- 29日, 山西省委常委、统战部部长白云涉嫌严重违纪违法，接受组织调查[40]；十二届全国人大环境与资源保护委员会副主任委员、云南省原省委书记白恩培涉嫌严重违纪接受调查[41]；山西省副省长任润厚涉嫌严重违纪，接受调查[42]。
- 29日，呼和浩特市原副市长薄连根玩忽职守、受贿一案在包头中院一审宣判，法院判处薄连根死刑，缓期两年执行，剥夺政治权利终身，并处没收个人全部财产[43]。

## 9月
- 1日，四川省遂宁市委原副书记、市政府原市长何华章请辞全国人大代表获批准[44]，同月19日被移送司法机关[45]。
- 5日，汕尾市中级人民法院对广东省国土资源厅原副厅长吕英明受贿、滥用职权案作出宣判，判处其无期徒刑[46]。
- 5日，经广东省委批准，广东省纪委对东莞市委常委、常务副市长梁国英涉嫌严重违纪问题立案检查。经查，梁国英在东莞市任职期间隐瞒“裸官”身份，先后多次收受他人贿赂。
- 16日，原国家广电总局电视剧管理司审查处副调研员李宁涉嫌收受于正工作室等多家影视传媒公司贿赂30余万元，被判处有期徒刑10年零6个月。
- 16日，因被曝拥有数百套房产而被称为杭州“房叔”的杭州市房管局原副局长张新涉嫌受贿1.24亿、滥用职权致国有资产损失8000多万、贪污1000多万，被杭州市中级人民法院一审判处死刑，缓期两年执行，剥夺政治权利终身，没收个人全部财产。
- 20日，在广东阳江监狱服刑的原茂名市委书记罗荫国和茂名市人大常委会副主任朱育英接受央视《新闻调查》节目访谈[47]。
- 20日，西藏自治区纪委监察网站消息，西藏八宿县教育局原局长顿邓严重违纪违法被开除党籍、开除公职，其涉嫌犯罪问题已移送司法机关处理。
- 21日，中央纪委监察部网站发布消息：河南省人大常委会党组书记、副主任秦玉海涉嫌严重违纪违法，目前正接受组织调查。
- 24日，国家能源局原局长刘铁男受贿案在廊坊市中级人民法院开庭审理。
- 26日，上任仅三个月的广西钦州市副市长张鸿涉嫌严重违纪被调查。
- 28日，原广西壮族自治区政协副主席李达球受贿案在延边朝鲜族自治州中级人民法院开庭审理。
- 29日，吉安市中级人民法院通报称，江西省交通厅原党委委员、副厅长许润龙受贿、滥用职权一案昨日作出一审宣判：被告人许润龙犯受贿罪，判处死刑，缓期二年执行
- 30日，西藏山南地区交通局公路工程监测中心原主任尼玛旺久、西藏隆子县政府原副县长丹增列谢因严重违纪违法被移送司法机关。

## 10月
- 9日，最高人民检察院经审查决定，依法对广东省委原常委、广州市委原书记万庆良以涉嫌受贿罪立案侦查并采取强制措施[48]。
- 11日，中央纪委监察部网站发布消息：国家行政学院常务副院长何家成[49]和江苏省委原常委、秘书长赵少麟[50]涉嫌严重违纪违法，目前正接受组织调查。
- 13日，延边朝鲜族自治州中级人民法院对广西壮族自治区政协原副主席李达球受贿案一审公开宣判，认定李达球犯受贿罪，判处有期徒刑15年，剥夺政治权利4年，并处没收个人财产人民币200万元[51]。
- 14日，据中央纪委监察部网站消息，成都市市长助理刘俊林涉嫌严重违纪违法，正接受组织调查。此前的8月27日，同任成都市长助理的陈争鸣被组织决定进行调查，此次落马的刘俊林也成为两个月内第二位落马的成都市市长助理[52]。
- 15日，江西省第十二届人大常委会第十四次会议决定罢免萍乡市委原书记陈卫民的全国人大代表资格[53]。
- 15日，据广西纪检监察网消息，钦州市市政局局长龙拔斌因涉嫌严重违纪，接受组织调查[54]。
- 17日，北京市第二中级人民法院对原铁道部运输局局长张曙光受贿案作出一审宣判，对张曙光以受贿罪判处死刑，缓期二年执行，剥夺政治权利终身，并处没收个人全部财产。张曙光案共涉及13起受贿指控，赃款折合人民币4755万余元[55]。
- 22日，据中央纪委监察部网站消息，云南省设计院原院长李光熙因涉嫌严重违纪，接受组织调查[56]。
- 23日，中共十八届四中全会审议并通过中共中央军事委员会纪律检查委员会关于杨金山严重违纪问题审查报告，确认中央政治局之前作出的给予其开除党籍的处分[57]。
- 24日，广东省纪委监察厅网站消息称，广东省深圳市委常委，市政法委书记蒋尊玉因涉嫌严重违纪问题，接受组织调查[58]。
- 30日，新疆自治区纪委网站消息，新疆维吾尔自治区和田市委副书记、市长阿迪力·努尔买买提涉嫌严重违纪，接受组织调查[59]。
- 31日，继周镇宏、罗荫国和没有落马的邓海光之后担任茂名市委书记的梁毅民因涉嫌严重违纪问题，接受组织调查[60]。

## 11月
- 2日，全国政协原副主席苏荣、全国人大环资委原副主任白恩培、内蒙古自治区原常务副主席潘逸阳、山西晋能集团原董事长刘建中、山西省工商联原副会长袁玉珠、大兴安岭地区原行署专员单增庆等6人被罢免全国人大代表资格。
- 3日，深圳市政协原副主席黄志光被广东省高院二审加刑一年（广州中院一审判处有期徒刑14年，检方对此提起抗诉）。
- 4日，广州市原副市长曹鉴燎因涉嫌严重违纪违法被双开，并移送司法机关处理，涉案金额高达近3亿元。
- 4日，内蒙古鄂尔多斯市杭锦旗副旗长、公安局局长德乌力吉涉嫌行贿犯罪被立案侦查，并被采取强制措施。
- 4日，蚌埠市中级人民法院对安徽省国土资源厅原正厅级巡视员杨先静案作出一审宣判，以滥用职权罪、受贿罪、利用影响力受贿罪判处杨先静无期徒刑，并处没收个人全部财产。
- 6日，广西壮族自治区人民检察院经审查决定，依法对广西壮族自治区人民政府驻广州办事处原主任徐励明涉嫌滥用职权、受贿犯罪，钦州市人民政府原副市长陆钦华涉嫌受贿犯罪，防城港市政协原副主席黄福明涉嫌受贿犯罪，自治区测绘地理信息局原局长陈仲怀涉嫌受贿犯罪决定逮捕。
- 6日，中央纪委监察部网站消息，山西省国土资源厅厅长李建功涉嫌严重违纪违法，接受组织调查。
- 6日，河南省高级人民法院党组成员、纪检组长李长根因涉嫌严重违纪违法，接受组织调查。
- 13日，新华社以《河北强力惩治腐败：10个月立案14808起查处县处级以上干部238人》为题，报道了河北省纪检监察机关的反腐情况，其中提到“某市一涉嫌受贿、贪污、挪用公款的官员家中搜出现金1.2亿元，黄金37公斤，房产手续68套”。涉案官员为秦皇岛市城管局原副调研员、北戴河供水总公司原总经理马超群。
- 18日，据最高检网站消息，山东省菏泽市委原常委、统战部原部长刘贞坚（副厅级）涉嫌受贿罪一案，经山东省人民检察院依法指定管辖，日前已由山东省潍坊市人民检察院向山东省潍坊市中级人民法院提起公诉。同一天，山东省潍坊市人民检察院决定，依法对潍坊护理学院原院长、党委副书记李春玲（女，副厅级）涉嫌受贿罪一案向山东省潍坊市中级人民法院提起公诉。
- 24日，新疆维吾尔自治区人民检察院依法决定，对自治区民族事务委员会(宗教局)原副巡视员艾尼瓦尔·吐尔地涉嫌受贿犯罪执行逮捕。
- 26日，中央紀委監察部網站消息：山西省晉城市澤州縣原縣委書記秦建孝；高平市原市委副書記、市長楊曉波（女）；陽泉市原市委常委、紀委書記王民；晉中市委原副書記張秀萍（女）4人均因利用職務便利，為他人謀利並非法收受他人財物等嚴重違紀行為而被“雙開”（楊、王、張3人涉及收受他人禮品禮金；楊、張2人涉及與他人通姦）。
- 27日，黑龙江省人大常委会副主任、省农垦总局党委书记隋凤富涉嫌严重违纪违法，接受组织调查。
- 28日，据中央纪委监察部网站消息，曾担任重庆市公安局局长、与文强共事五年多的广东省政协主席朱明国涉嫌严重违纪违法，接受组织调查。

## 12月
- 3日，广东省政协主席朱明国、黑龙江省人大副主任隋凤富被中共中央组织部免职。
- 4日，解放军信息工程大学副政委、纪委书记高小燕少将（女）因涉嫌受贿被军队检察部门带走。这是十八大高压反腐以来首个因贪腐落马的解放军女将军。
- 5日，中共中央政治局会议审议并通过中共中央纪律检查委员会《关于周永康严重违纪案的审查报告》，决定给予周永康开除党籍处分。最高人民检察院对周永康涉嫌犯罪立案侦查并执行逮捕。
- 5日，寧夏回族自治區紀委對自治區公安廳黨委委員、副廳長賈奮強涉嫌嚴重違紀問題進行立案調查。
- 8日，内蒙古自治区纪委案件审理室原主任沈佳严重违纪违法被开除党籍、开除公职，其涉嫌犯罪问题移送司法机关依法处理。
- 9日，南昌市中级人民法院开庭审理南昌大学原校长周文斌案，周文斌涉嫌受贿、挪用公款达8000余万元。
- 9日，內蒙古紀委案件審理室原主任沈佳嚴重違紀違法，被開除黨籍、開除公職，其涉嫌犯罪問題移送司法機關依法處理。
- 9日，吉林省第十二屆人民代表大會常務委員會委員、農業與農村委員會主任委員(中共松原市委原書記)藍軍涉嫌嚴重違紀，目前正在接受組織調查。
- 10日，廊坊市中级人民法院和广州市中级人民法院在同一天分别对原国家能源局局长刘铁男和原广州白云农工商公司总经理张新华作出一审宣判，刘铁男因受贿3358万元一审获无期徒刑，张新华因贪污、受贿3.4亿元一审获死刑。
- 11日，中共中央批准中央纪委给予安徽省政协原副主席韩先聪开除党籍、开除公职处分。最高人民检察院经审查决定，依法对韩先聪以涉嫌受贿罪立案侦查并采取强制措施。
- 12日，據中央紀委監察部網站消息，經山西省委批准，山西省煤炭工業廳黨組書記、廳長吳永平涉嫌嚴重違紀違法，目前正接受組織調查。
- 15日，中共中央纪委对山西省纪委原常务副书记杨森林严重违纪问题进行立案审查。
- 16日，向刘志军行贿数千万元的山西女商人丁羽心一审获刑20年。
- 16日，中共承德市委常委、副市長蘇愛國涉嫌嚴重違紀違法，正接受組織調查。
- 18日，山东省委常委、济南市委书记王敏涉嫌严重违纪违法，接受组织调查。
- 18日，山西省人民检察院依法决定对太原市公安局原局长李亚力涉嫌受贿犯罪决定逮捕。据媒体了解，李亚力两年前就曾接受组织调查，受留党察看一年处分。此次因涉受贿犯罪被逮捕，打破了过去官员受处分后不再追究的惯例。
- 19日，根據國務院國有資產監督管理委員會消息，公司監事任勇涉嫌嚴重違紀違法，目前正接受組織調查。
- 19日，洛陽市環保局副局長張廣道、洛陽市住房公積金管理中心副主任聶天宇、洛陽市衛生局副局長陳珍、洛陽市伊川縣人民政府副縣長焦萬敏、洛陽市伊川縣人民政府黨組成員王宏亮涉嫌嚴重違紀接受組織調查。
- 20日，據廣東省紀委通報，廣東省汕頭市委前常委、市紀委前書記邢太安涉嫌嚴重違紀問題，正在接受組織調查。
- 22日，全国政协副主席、中共中央统战部部长令计划涉嫌严重违纪，接受组织调查[61]。
- 22日，最高人民检察院经审查决定，依法对山西省人大常委会原副主任、原党组书记金道铭以涉嫌受贿罪立案侦查并采取强制措施[62]。
- 23日，中國鋁業總經理孫兆學，因嚴重違紀，被中央撤職及開除黨籍，他涉嫌的犯罪問題及線索，移送司法機關處理[63]。
- 23日，神華集團公司總經理助理、神華科技發展董事張文江[64]，神華寧夏煤業安全監察局主任師劉寶龍，涉嫌嚴重違紀違法，目前正接受組織調查。
- 24日，山西省呂梁市委常委、政法委書記李良森涉嫌嚴重違紀違法，目前正接受組織調查[65]。
- 24日，广西钦州市卫生和计划生育委员会副调研员陈凤坤因涉嫌严重违纪，接受组织调查[66]。
- 24日，東風汽車公司總經理助理、東風汽車有限公司副總裁、黨委常委任勇涉嫌嚴重違紀違法，正接受組織調查[67]。
- 24日，中国联通通报了近期查处的广东联通总经理何飚顶风违纪，2013年3—8月多次违规乘坐头等舱问题，决定给予其党纪政纪处分，并责成其清退超过规定标准报销的费用[68]。
- 24日，福建省广播影视集团总经理陈文广[69]、省农业厅副厅长郭跃进[70]、龙岩市人大原副主任卢泉昌[71]因严重违纪违法被开除党籍，移送司法机关依法处理。
- 24日，江西省高级人民法院改判实名举报苏荣的江西省新余市人大常委会原主任周建华无期徒刑（此前被判死缓）[72]。
- 24日，中国铝业公司原总经理孙兆学严重违纪被开除党籍，最高人民检察院以涉嫌受贿罪对其立案侦查并采取强制措施[73]。
- 25日，山東省委常委、濟南市委書記王敏涉嫌嚴重違紀，中央已決定免去其領導職務[74]。
- 26日，雅安市原市委常委、常務副市長蒲忠涉嫌嚴重違紀，目前正接受組織調查[75]。
- 28日，四川省纪委对四川省投资集团有限责任公司董事长、党委书记黄顺福涉嫌严重违纪违法问题进行立案调查[76]。
- 29日，郑州市人大常委会副主任张学军涉嫌严重违纪违法，接受组织调查[77]。
- 29日，杭州運河集團原黨委書記、董事長邵毅因嚴重違紀被雙開[78]。
- 30日，安徽滁州原市委書記江山涉嫌違法違紀被開除黨籍公職[79]。
- 30日，中央紀委監察部消息，經雲南省委批准，雲南省文山州政府副州長彭輝涉嫌嚴重違紀，目前正接受組織調查[80]。
- 30日，云南省统计局党组书记、局长姚堂文涉嫌严重违纪，目前正接受组织调查[81]。
- 31日，河南開封市委書記祁金立，涉嫌嚴重違紀，目前正接受組織調查[82]。
- 31日，嘉兴市委常委、公安局长李浩涉嫌嚴重違紀，目前正接受組織調查[83]。